# Emilie-Wüstenfeld-Gymnasium
Das Emilie-Wüstenfeld-Gymnasium (EWG) ist ein Gymnasium im Hamburger Stadtteil Eimsbüttel. Die Schule wurde 1897 gegründet, und 1912 als Lyzeum anerkannt. 1923 zog die Schule in das von den Hamburger Architekten Distel & Grubitz entworfene Backsteingebäude in der Bundesstraße ein, das heute denkmalgeschützt ist. Die Schule wurde 1923 nach der Frauenrechtlerin Emilie Wüstenfeld benannt. Heute gehört das EWG mit vier- bis fünfzügigen Klassenstufen zu den größeren Gymnasien Hamburgs. Das EWG bietet Profilkurse und außerschulische Angebote mit Schwerpunkten auf Englisch, Musik und Theater.

## Geschichte
Emilie Wüstenfeld war eine Hamburger Frauenrechtlerin und Philanthropin, die sich für weibliche Bildung einsetzte. Nach ihrem Tod 1874 setzte die Emilie-Wüstenfeld-Stiftung mit dem Stiftungsvermögen aus ihrem Erbe diese Arbeit fort. 1897 gründete die Stiftung eine Kuratoriumsschule, d. h. eine private, neunklassige Höhere Mädchenschule. Diese Schule hatte ihren Sitz im Central-Hotel in der Rentzelstraße 72. 1912 folgte die staatliche Anerkennung als Lyzeum, 1923 – im Jahr der Hyperinflation und der damit einhergehenden Entwertung von Papiervermögen – wurde die Schule verstaatlicht. Die Verstaatlichung ging mit der Vereinigung mit dem „Neuen staatlichen Lyzeum auf dem rechten Alsterufer“ einher. Die vereinte Mädchenschule erhielt den Namen Emilie-Wüstenfeld-Schule (EWS) und zog in den Neubau in der Bundesstraße ein.
1926 wurde die Schule zur Vollanstalt des Typs Deutsche Oberschule für Mädchen (OfM). Bis 1937 bestanden in der Schule die beiden Schulformen Realschule und Deutsche OfM. Die schweren Bombenangriffen auf Hamburg 1943 überstand das Schulgebäude ohne größere Schäden, sie wurde allerdings zur Unterbringung von ausgebombten Hamburgern geräumt. Der Schulbetrieb ging in reduzierter Form in der Schule Bogenstraße 32 (heute Helene-Lange-Gymnasium) weiter. Nach Kriegsende 1945 war das Gebäude der Emilie-Wüstenfeld-Schule weiter belegt, unter anderem durch das Bezirksamt Eimsbüttel. Erst 1953 konnte der Schulbetrieb im eigenen Gebäude wieder aufgenommen werden.
Ab 1965 wurde die Schule als Doppelanstalt zusammen mit dem Gymnasium Bundesstraße 78 als siebenstufiges und Aufbaugymnasium geführt. 1968 wurden die beiden Schulen auch organisatorisch vereint und erhielten den Namen Emilie-Wüstenfeld-Gymnasium (EWG). Im selben Jahr lief der Unterricht der Klassen 5‒6 aus. 1996 wurde das neunstufige Gymnasium wieder eingeführt. Diese Stufen reduzierten sich mit der Einführung des G12-Abiturs wieder auf acht.

## Architektur
Das Hauptgebäude der Schule befindet sich in Hamburg-Eimsbüttel auf einem Eckgrundstück von etwa 6.000 m² östlich der Kreuzung von Bundesstraße und Gustav-Falke-Straße. Der ursprüngliche Entwurf stammte von Distel & Grubitz, die damit 1915 einen Wettbewerb der Stadt Hamburg für den Neubau einer höheren Mädchenschule gewannen. Kriegsbedingt verzögerte sich die Bauausführung, die von 1919 bis zur Fertigstellung 1923 andauerte. Das Hauptgebäude besitzt einen L-förmigen Grundriss, wobei die lange Seite des L parallel zur Gustav-Falke-Straße ausgerichtet ist. Der Haupteingang befindet sich in der Kehle des L. Das Gebäude besitzt drei Vollgeschosse, dazu ein Dachgeschoss und das Souterrain. Die Netto-Grundfläche (NGF) des Hauptgebäudes ist ca. 5700 m².
Das Hauptgebäude ist aus massivem Backstein gefertigt und fügt sich stilistisch in die typische Klinker-Architektur öffentlicher Hamburger Gebäude in der Ägide des Stadtbaudirektors Fritz Schumacher ein. Das Mauerwerk ist betont flächig gestaltet, und sparsam mit Bauschmuck aus Terrakotta verziert. Die recht großen Sprossenfenster der Klassenräume sind bündig im Mauerwerk eingebettet. Lisenen verbinden die vertieft eingelassenen Fenster der oberen Stockwerke mit dem Sockelgeschoss. Das recht hohe Dachgeschoss ist als Mansardwalmdach ausgeführt. 2015 begann die Planung für eine Sanierung des Hauptgebäudes, wofür ein Budget von 8 Millionen Euro eingestellt wurde.
Die als Kunsterzieherin an der Schule angestellte Malerin Gretchen Wohlwill schuf 1931 im Treppenhaus der EWS zwei Wandbilder mit staatlicher Förderung. Wohlwill wurde als jüdisch verfolgt, und 1933 aus dem Schuldienst entlassen. 1938 wurden ihre Wandbilder mit Motiven der HJ bzw. dem BDM übermalt. 1993 wurden die Bilder Wohlwills wieder freigelegt. Eine Gedenktafel in der Schule erinnert an Wohlwill und an ihre ermordete Kollegin Martha Behrend.

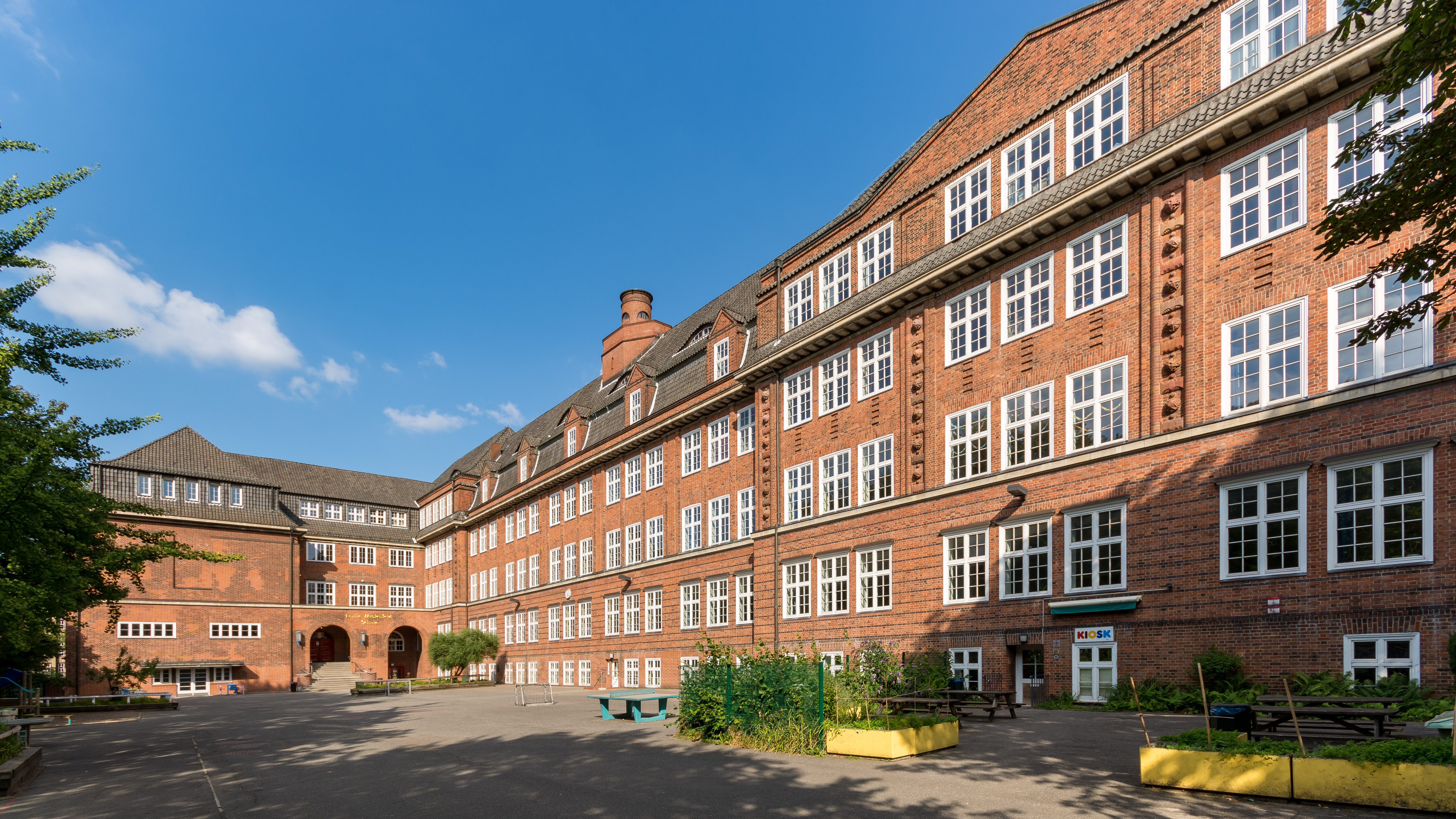
Hauptgebäude
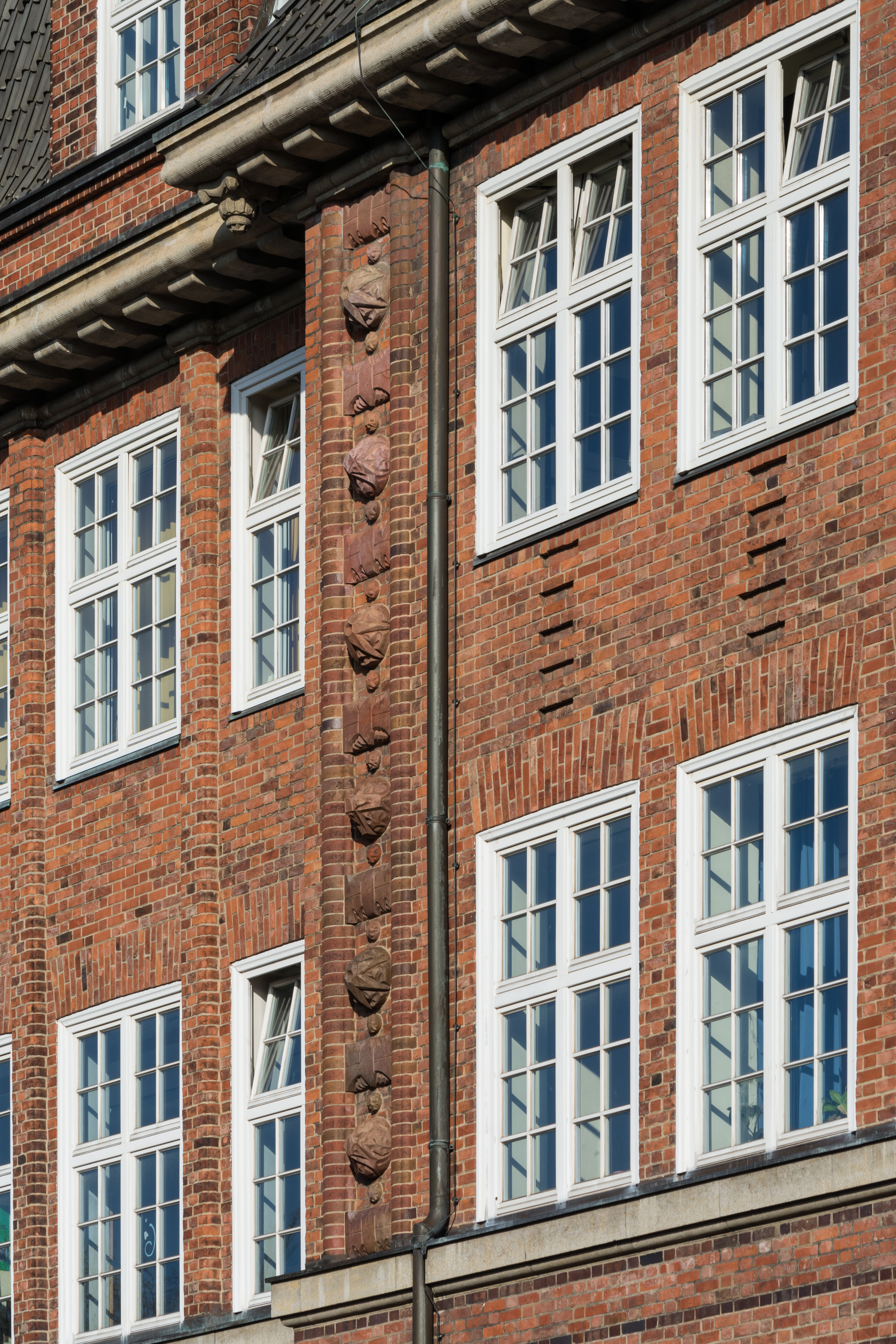
Fenster des Hauptgebäudes
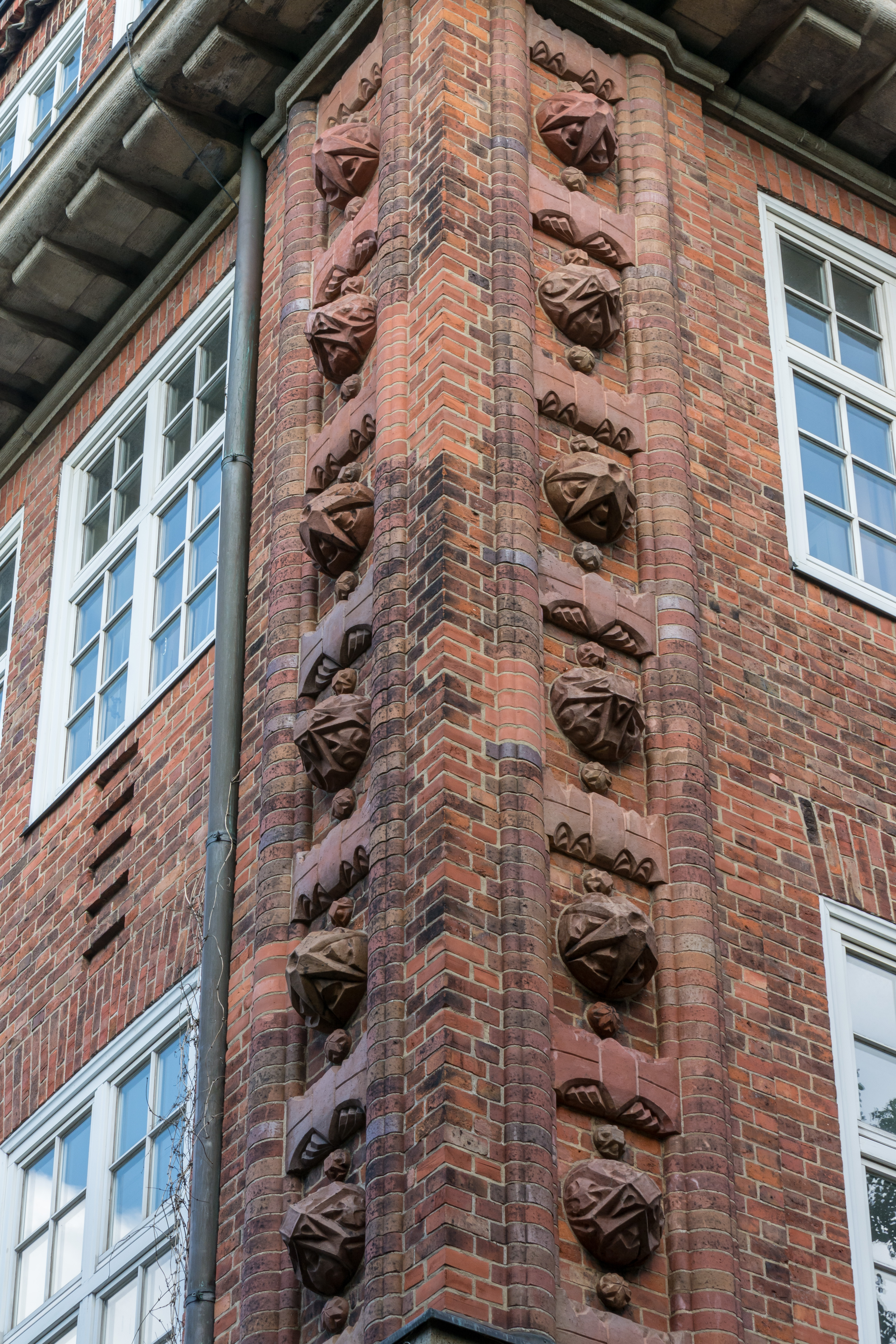
Relief am Hauptgebäude
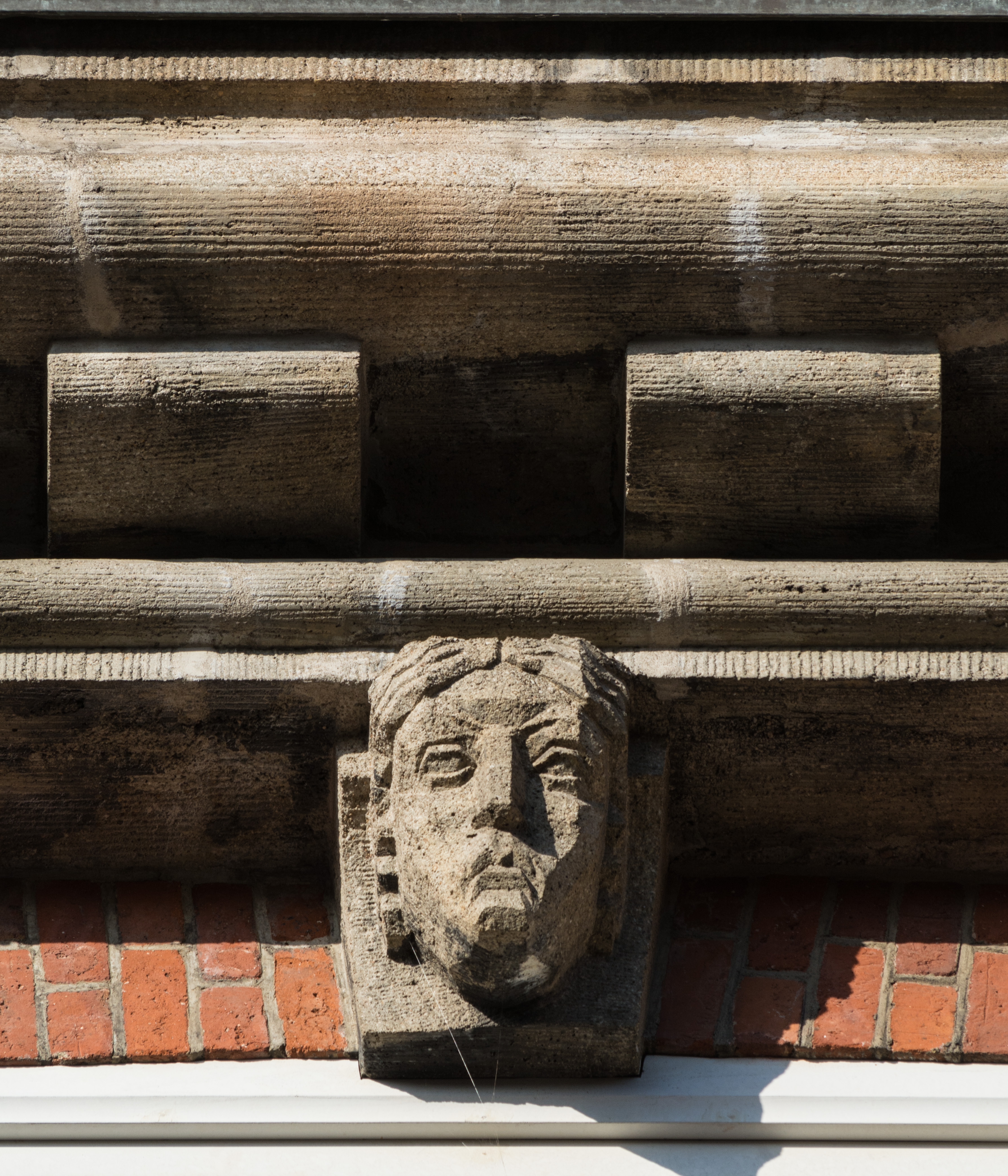
Bauschmuck am Hauptgebäude

## Heutiges Profil
Das EWG ist eine Ganztagsschule und hat etwa 1.000 Schüler. Einzugsbereich ist Hoheluft-West, Eimsbüttel und Rotherbaum. Bei der Erhebung des Sozialindex für Hamburger Schulen 2011 wurde für das EWG auf einer Skala von 1 (nachteilige Voraussetzungen der Schülerschaft, höchster Förderbedarf) bis 6 (beste Voraussetzungen, kein Förderbedarf) ein Sozialindex von 5 errechnet. Die direkt benachbarten Gymnasien HLG und Kaifu wurden ebenfalls mit dem Sozialindex 5 eingestuft, die etwas weiter entfernten Gymnasien WG und Eppendorf hatten den Sozialindex 6. Im Schuljahr 2016/17 hatten knapp 23 % der EWG-Schüler einen Migrationshintergrund, deutlich weniger als im Durchschnitt aller Hamburger Gymnasien.
Am EWG werden in der Oberstufe derzeit sechs Profile angeboten, u. a.:
- Englisch-Profil, mit Englisch als profilgebendes und bilingualem Unterricht in Geschichte und Theater
- Kunst-/Geschichts-Profil
- PGW-/Geographie-Profil
- PGW-/Physik-Profil oder PGW-/Chemie-Profil

Im Wahlbereich können musikpraktische Kurse, Psychologie, Wirtschaft oder Informatik belegt werden. Englisch kann bis zum Cambridge-Zertifikat geführt werden. Außerschulisch gibt es ein breites Angebot an Musik, vom nachmittäglichen Instrumenten-Unterricht in den Schulräumen bis zur Teilnahme an verschiedenen Musikensembles.

## Bekannte Lehrer und Schüler
- Lucy Borchard (1877–1969), Reederin, arbeitete für fünf Jahre als Lehrerin an der Hamburger Höheren Mädchenschule, Vorläufer des EWG
- Gretchen Wohlwill (1878–1962), Malerin und Mitglied der Hamburgischen Sezession (Von 1910 bis zu ihrer rassistisch bedingten Entlassung 1933 Kunsterzieherin an der EWS): Sie schuf zwei Wandbilder im Treppenhaus, die 1938 übermalt und 1993 wieder freigelegt und restauriert wurden.[14]
- Martha Behrend (1881–1941/42), Lehrerin für Handarbeit und Turnen an der EWS (1933 auf Grund ihrer jüdischen Abstammung aus dem Schuldienst entlassen, 1941 ins Ghetto Minsk deportiert und dort ermordet)[15]
- Hans Lüthje (1891–1977), Chemielehrer, Oberstudienrat und Schulleiter der Heilwig-Schule, dann von 1945 bis 1957 Schulleiter der EWS.[16]
- Magda Thürey (1899–1945), Lehrerin, Kommunistin und Widerstandskämpferin gegen den Nationalsozialismus (Schülerin am Lyzeum „Emilie Wüstenfeld“)
- Elsa Bromeis (1914–1992), Kanutin, Schülerin am Emilie-Wüstenfeld-Lyceum[17]
- Peter von Sassen (* 1953), Fernsehjournalist und Moderator (Abitur am EWG)
- Alexander Volz (* 1971), Jugendbuchautor und Kommunikationsstratege (1992 Abitur am EWG)
- Tetje Mierendorf (* 1972), Komiker und Schauspieler (1992 Abitur am EWG)
- Jasmin Ramadan (* 1974), Schriftstellerin (Abitur am EWG)
- Carolyn Genzkow (* 1992), Schauspielerin (2010 Abitur am EWG)
- Leonie Landa (* 1994), Schauspielerin (Abitur am EWG)
- Gro Swantje Kohlhof (* 1994), Schauspielerin (2012 Abitur am EWG)
- Leon Alam (* 1996), Politiker (2014 Abitur am EWG)
- Selina Böttcher (* 1998), Synchronsprecherin (Schülerin am EWG)
- Lino Böttcher (* 2000), Synchronsprecher (Schüler am EWG)
- Bruno Alexander (* 1999), Schauspieler, (2018 Abitur am EWG)
- Emil Belton (* 1999), Schauspieler, (2018 Abitur am EWG)
- Oskar Belton (* 1999), Schauspieler, (2018 Abitur am EWG)